# Moctar Ould Diay
Moctar Ould Diay (en arabe : المختار ولد أجاي), aussi parfois appelé Mokhtar Ould Djay ou Mokhtar Ould Diaye, né le 28 décembre 1973 à Moudjeria, est un homme politique mauritanien. Il est le Premier ministre de la Mauritanie depuis le 2 août 2024.
Avant accéder à ce poste, il est ministre de l'Économie et des Finances dans le gouvernement de Yahya Ould Hademine, puis dans celui de Mohamed Salem Ould Béchir.

## Biographie

### Jeunesse et formation
Moctar Ould Diay est né le 28 décembre 1973 à Moudjeria dans le Tagant en Mauritanie. Il est marié et père de cinq enfants,.
Après des études primaires et secondaires à Maghta-lahjar, il obtient en 1992 un baccalauréat spécialité mathématiques. Il poursuit ses études universitaires à l’Institut national de statistique et d'économie appliquée (INSEA) du Maroc où il décroche en 1997 un diplôme d’Ingénieur,.

### Début de carrière
De 1998 à 2003, il est responsable des données sur le marché du travail, intervenant dans le cadre du projet de la politique nationale de l’emploi financé par le Programme des Nations unies pour le développement (PNUD). Parallèlement, entre 2000 et 2002, il complète sa formation en poursuivant par correspondance un master en statistique et économétrie à l’Université de Toulouse.
En 2003, Moctar Ould Diay devient conseiller au Ministère de l’Enseignement, chargé des stratégies de suivi et d’évaluation des projets. Il suit notamment le projet Éducation et Formation et dirige le bureau des études spécialisées dans le domaine des statistiques et de l’économie.
En 2010, il est nommé directeur général des Impôts, poste qu'il occupe jusqu'à 2015.

### Première entrée au gouvernement (2015-2019)
En 2015, Moctar Ould Diay est nommé ministre des Finances. Peu après sa prise de poste, il lance une campagne publique contre la corruption et les « chasseurs de 10 % ». Il s'agit une pratique de corruption consistant en une commission illicite profitant des marchés publics.
En février 2016, son portefeuille s'étend à la suite d'un remaniement dicté par le président Mohamed Ould Abdelaziz. Le ministères des Affaires économiques et le ministère des Finances sont ainsi regroupés en un seul « ministère de l'Economie et des Finances » dirigé par Moctar Ould Diay,.
Durant son mandat, la Mauritanie connaît un choc économique lié à la chute des cours des matières premières et en particulier, la baisse du cours du minerai de fer. Il gère avec prudence la décélération de la croissance et la dégradation des comptes des entreprises publiques, refusant de dévaluer l’ouguiya pour ne pas aggraver l’inflation. Il mène une chasse aux doubles salaires dans la fonction publique et opère à des redressements fiscaux dans les secteurs téléphoniques et bancaires.
Au cours de son mandat, il conduit plusieurs discussions avec des partenaires internationaux tels que le FMI, la Banque mondiale, le Japon et des fonds arabes, dont le Fonds Saoudien de Développement (FSD), pour mobiliser les ressources nécessaires au financement de grands projets d’infrastructures et de développement.
En décembre 2017, le FMI approuve un accord de trois ans sous le mécanisme de la Facilité élargie de crédit (FEC), d’un montant de $163,9 millions (ou 115,92 millions de DTS), soit 90 % de la quote-part de la Mauritanie.
En avril 2018, Moctar Ould Diay conduit la mission mauritanienne qui signe avec la Banque mondiale à Washington, pour un accord sur une subvention de 20 millions de dollars à destination du projet gazier Grand Tortue/Ahmeyim (GTA).
En 2019, il annule un accord entre l'État mauritanien et la société australienne BCM International pour l’exploitation de la mine de F'Dérick. Ainsi, la Société nationale industrielle et minière (SNIM) relance la production minière de manière indépendante,,.

### Direction de la SNIM (2019-2021)
En septembre 2019, après l'élection du président Mohamed Ould Ghazouani, il est selectionné par le conseil d'administration de la Société nationale industrielle et minière de Mauritanie (SNIM) pour en prendre la direction. La société, propriété à 78,35 % de l’État mauritanien, constitue le premier employeur du pays avec 6000 salariés en 2021.
Son passage à la tête de la SNIM est marqué par une hausse de la performance de la société : les ventes augmentent de 13 %, un chiffre considéré comme inatteignable avant son arrivée. Il fait aussi preuve de transparence en déclarant publiquement ses biens, un geste inhabituel dans la classe politique mauritanienne. Il quitte ce poste en mars 2021.

### Élections de 2023
Lors des élections législatives de mai 2023, Diay est désigné comme Coordinateur de la campagne du parti El Insaf, à Nouakchott. El Insaf est le parti successeur de l'Union pour la République, le parti au pouvoir. Sous sa direction, le parti remporte un important et large succès avec 107 des 176 sièges,.
Le succès est particulièrement marqué dans la capitale, Nouakchott, où El Insaf emporte les neuf communes, le Conseil régional, ainsi que sept des 21 sièges de député. Il parvient également à enlever aux islamistes du parti Tawassoul leurs bastions historiques, notamment les communes d’Arafat et de Toujounine,.
En juillet 2023, le président Mohamed Ould Ghazouani rappelle Moctar Ould Diay à la présidence, où il est nommé directeur de cabinet avec rang de ministre.

### Premier ministre
Le 2 août 2024, il est nommé par le président Mohamed Ould Ghazouani au poste de Premier ministre de Mauritanie, à la suite de l'investiture de ce dernier pour son second mandat.
Il prend officiellement ses fonctions le 5 août en succédant à Mohamed Ould Bilal. Son gouvernement est formé le 6 août 2024.